# Ernst Grünfeld
Ernst Franz Grünfeld (Viena, Áustria, 21 de novembro de 1893 — 3 de abril de 1962) foi um enxadrista austríaco, teórico e célebre autor.
Grünfeld estudou a teoria das aberturas intensivamente e rapidamente adquiriu reputação como um habilidoso enxadrista no clube local, o Wiener Schach-Klub. Tornou-se campeão da Alemanha em 1923 e obteve o seu título de Mestre Internacional em 1950. Introduziu a Defesa Grünfeld, a sua mais importante contribuição à teoria das aberturas, tendo jogado a sua defesa contra Friedrich Sämisch, obtendo um empate, e posteriormente utilizou-a para vencer Alexander Alekhine durante o Torneio de Viena.

## Principais resultados em torneios
| Data | Local                                | Colocação | Observações                                               |
| ---- | ------------------------------------ | --------- | --------------------------------------------------------- |
| 1923 | Torneio de xadrez de Ostrava de 1923 | 3         | Vencido por Emanuel Lasker e com Richard Reti em segundo. |